# Тархан (Азнакаевский район)
Тархан (тат. Тархан) — деревня в Азнакаевском районе Республики Татарстан России. Входит в состав Ильбяковского сельского поселения.

## История
Деревня основана в 1914 году. Название деревни произошло от названия сословия «тархан». До 1920 года она относилась к Алькеевской волости Бугульминского уезда Самарской губернии.
С 1920 года — в составе Бугульминского кантона Татарской АССР. С 10 августа 1930 года — в Тумутукском районе, переименованном 20 октября 1931 года в Азнакаевский (в 1948 году — посёлок в Ильбякском сельсовете, в 1963–65 годах — в Альметьевском районе).

## География
Деревня расположена в юго-восточной части Татарстана, на расстоянии примерно 27 километров по автодорогам к северо-западу от города Азнакаево, административного центра района, и в 5 км по автодорогам к юго-западу от центра поселения, села Ильбяково, неподалёку от границы с Сармановским районом.

### Часовой пояс
Деревня Тархан, как и весь Татарстан, находится в часовой зоне МСК (московское время). Смещение применяемого времени относительно UTC составляет +3:00.

## Население
В 2010 году в деревне проживало 17 жителей (9 мужчин, 8 женщин).
| 1920 | 1926 | 1938 | 1949 | 1958 | 1970 | 1979 | 1989 | 2002 | 2010 |
| ---- | ---- | ---- | ---- | ---- | ---- | ---- | ---- | ---- | ---- |
| 144  | 150  | 143  | 126  | 127  | 97   | 63   | 13   | 12   | 17   |

Национальный состав
Согласно результатам переписи 2002 года, в национальной структуре населения татары составляли 75 %.

## Инфраструктура и улицы
Деревня электрифицирована, неподалёку находится кладбище. В деревне две улицы — Лесная и Заречная.